# Polina Lutikowa
Polina Lutikowa (ur. 29 maja 1989 r. w Kijowie) – ukraińska siatkarka występująca na pozycji atakującej. Przez krótki czas grała w zespole KPSK Stal Mielec.

## Kluby
- 2005–2007 Jinestra Odessa
- 2007–2008 Stinol Lipieck
- 2008–2009 Impulse Wołgodońsk
- 2009–2010 Osmo BPVi Vicenza
- 2010–2011 Volei 2004 Tomis Konstanca
- 2011 KPSK Stal Mielec

## Sukcesy
- Wicemistrzostwo Ukrainy z zespołem Jinestra Odessa w 2007 roku
- Wicemistrzostwo Rumunii z zespołem Volei 2004 Tomis Konstanca w 2010 roku
- Puchar Rumunii z zespołem Volei 2004 Tomis Konstanca w 2010 roku